# Château de Dommerville
Le château de Dommerville est un château français situé à Angerville, à soixante-six kilomètres au sud-ouest de Paris dans le département de l'Essonne et la région Île-de-France.
Il est inscrit à l’inventaire des monuments historiques depuis le 28 mars 1977.

## Historique

### Construction
Ce château a été construit entre 1777 et 1782.

### Propriétaires successifs
Le château a changé de propriétaires à de multiples reprises :
- 1777 : marquis Charles Philippe Louis de Hallot (1709-?), Lieutenant général des armées du roi, qui fait construire le château
- 1789 : sa cousine, comtesse de Valon, puis le fils de celle-ci
- 1807 : Donatien-Marie-Joseph de Rochambeau (1755 - 1813), général de l'armée napoléonienne
- 1810 : comte Jean-François de Ferrières de Sauvebœuf puis son fils Louis Adolphe
- 1869 : un cultivateur qui transforme le château en ferme
- 1963 : Didier Poisson
- 2002 : SCI de Dommerville

## Travaux de restauration
Le second étage, sous les combles mansardés, disparu depuis un peu plus d'un siècle, a été restitué lors d'une importante restauration qui a eu lieu entre 1995 et 1999. Cette restauration est due à l'initiative de Didier Poisson et se poursuit avec le propriétaire qui lui succède.
Le château est habitable. Il est loué pour des réceptions privées principalement des mariages .

## Pour approfondir